# Geheng

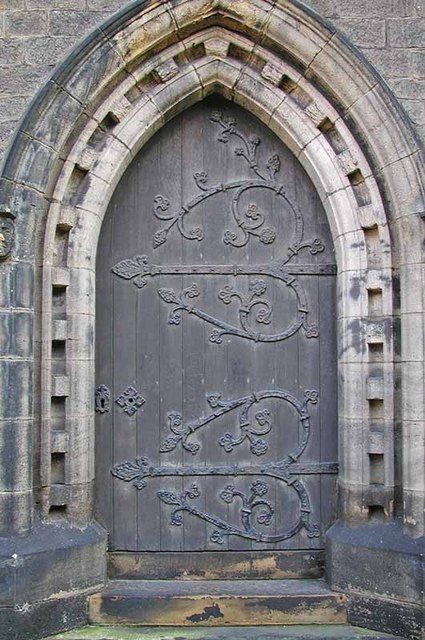
De scharniervleugels van twee gehengen: sierlijk smeedijzer op de deur. St Saviour, Leeds, foto uit 2000.

Het geheng (ouderwets woord voor deurhengsel) is het scharnierende smeedwerk op een deur, luik of raam zodat deze kan draaien. De term is afgeleid van hangen. Onderdeel van een geheng is de scharniervleugel (of blad): een langwerpig stuk metaal dat aan de draaibare deur vastzit.
Er zijn meer soorten gehengen:
- een duimgeheng: alles draait om de duim, de opstaande pin waar het kokertje dat aan het uiteinde van de scharniervleugel zit op ronddraait
- een staartgeheng: aan de andere kant van het scharnier zit ook een vleugel die min of meer hetzelfde is
- een kruisgeheng: aan de andere kant van het scharnier zit ook een vleugel die kort (en hoog) is
- een raamgeheng: omdat het smeedwerk niet over het glas kan lopen, maakt de scharniervleugel twee knikken

Wanneer de beide bladen kort zijn draaien ze om een asje dat ze allebei goed vasthouden en dat heet een scharnier.

Diverse gehengen
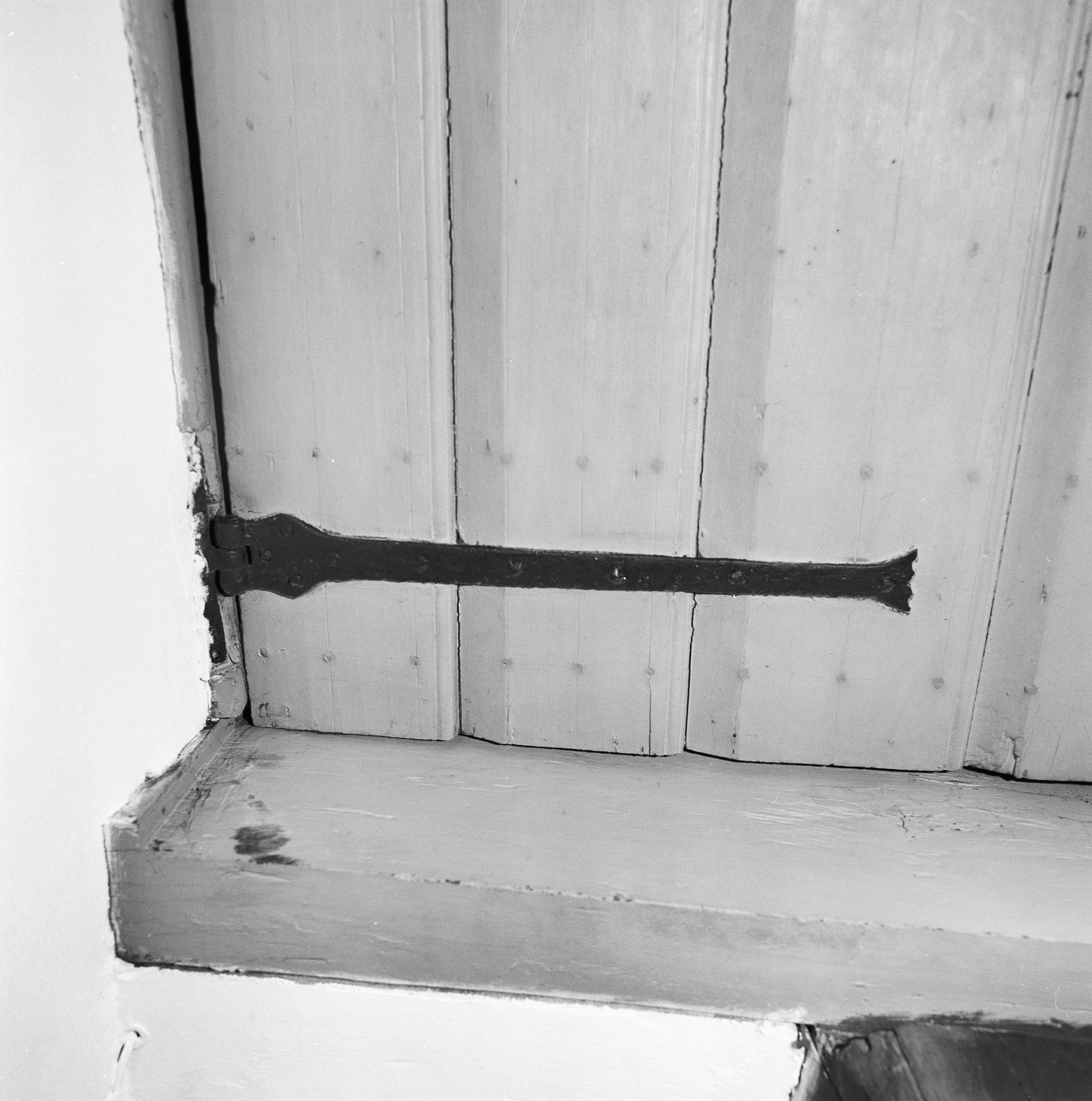
Eenvoudig duimgeheng
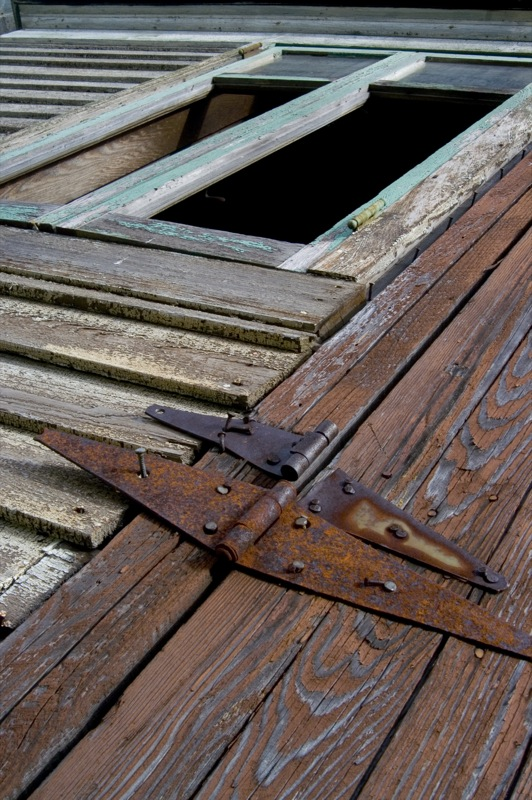
Staartgeheng
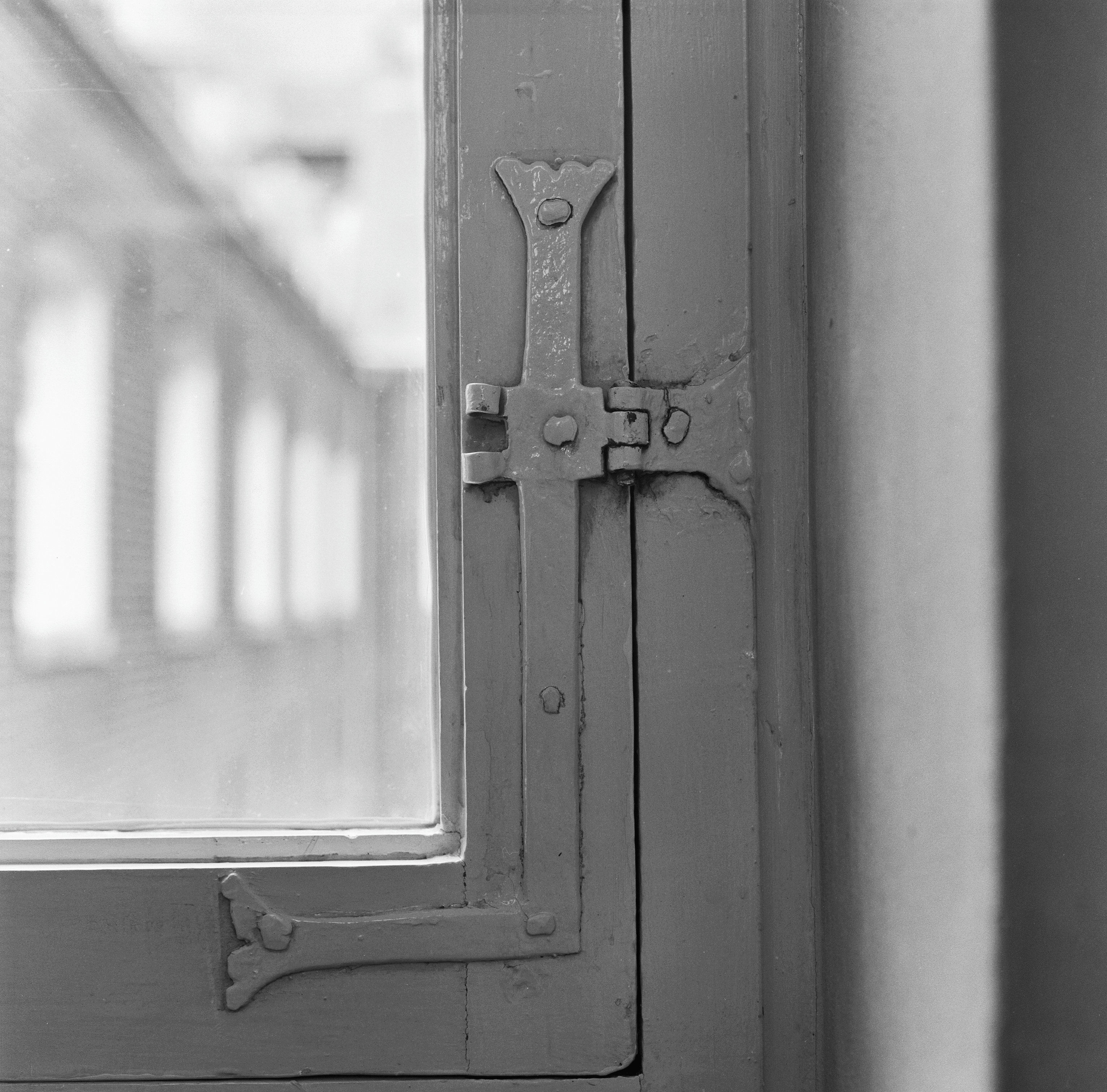
Raamgeheng